# Joe Goyder
Joseph William Goyder (ur. 1 lipca 1907 w Londynie, zm. 12 lutego 1986 tamże) – brytyjski bokser, mistrz igrzysk Imperium Brytyjskiego, olimpijczyk.

## Kariera sportowa
Wystąpił w wadze ciężkiej (powyżej 79,4 kg) na igrzyskach olimpijskich w 1928 w Amsterdamie, gdzie przegrał pierwszą walkę z Samem Olijem z Holandii i odpadł z turnieju.
Startując w reprezentacji Anglii zwyciężył w wadze półciężkiej (do 79,4 kg) na igrzyskach Imperium Brytyjskiego w 1930 w Hamilton, wygrywając z w finale Kanadyjczykiem Alem Pitcherem.
Był mistrzem Anglii w wadze półciężkiej w 1929 i 1932 oraz wicemistrzem w 1928 i 1931.